# Teatrino meccanico
Teatrino meccanico è il tredicesimo album in studio del cantante pop italiano Riccardo Fogli, pubblicato nel 1992 dall'etichetta discografica EMI.
Contiene 10 brani, tra cui In una notte così, partecipante al Festival di Sanremo, e Voglio le tue mani, presentata ad Un disco per l'estate.

## Tracce
CD (EMI 789913 2)
1. In una notte così – 4:32 (testo: Guido Morra – musica: Maurizio Fabrizio)
2. Solidarietà – 4:46 (testo: Guido Morra – musica: Maurizio Fabrizio)
3. Un taxi verso ieri – 4:18 (testo: Maurizio Piccoli – musica: Maurizio Fabrizio)
4. Se il cuore non contasse niente – 4:35 (testo: Oscar Avogadro – musica: Maurizio Fabrizio)
5. Voglio le tue mani – 4:01 (testo: Saverio Grandi – musica: Maurizio Fabrizio e Franco Fasano)
6. Sulla pelle – 5:52 (Maurizio Fabrizio)
7. Caterina – 4:11 (Maurizio Fabrizio)
8. Il nostro cuore irlandese – 4:53 (testo: Roberto Pacco – musica: Maurizio Fabrizio)
9. Voci sotto il cielo – 4:06 (Maurizio Fabrizio)
10. Un'altra volta te – 3:38 (testo: Guido Morra – musica: Gianni Togni)

Durata totale: 44:52

## Formazione
- Riccardo Fogli – voce
- Andrea Braido – chitarra elettrica
- Michele Tadini – chitarra acustica
- Beppe Gemelli – batteria
- Max Costa – programmazione
- Antonello Aguzzi – programmazione
- Feiez – programmazione, cori
- Fabrizio Lamberti – pianoforte
- Roberto Soffici – chitarra, cori
- Maurizio Fabrizio – chitarra, cori, pianoforte
- Claudio Guidetti – chitarra elettrica, cori
- Agostino Marangolo – batteria
- Emanuele Cisi – sassofono soprano
- Antonella Melone, Nadia Biondini, Carlo Bellani, Giampiero Alpani, Massimo Talamo – cori